# José Ramón Fernández Álvarez (militar)
José Ramón Fernández Álvarez, conocido popularmente como el Gallego Fernández (Santiago de Cuba, 4 de noviembre de 1923-La Habana, 6 de enero de 2019) fue un militar y uno de los dirigentes históricos de la Revolución cubana más longevos. Fue vicepresidente del Consejo de Ministros desde 1978 hasta 2012, diputado de la Asamblea Nacional de Cuba desde 1976 y miembro del Comité Central del Partido Comunista de Cuba hasta su muerte a los 95 años.

## Trayectoria
Nació en Santiago de Cuba en 1923; sus padres eran inmigrantes españoles procedentes de Asturias.
En 1947 se graduó en la Escuela de Cadetes de Cuba y también en la Escuela de Artillería, además de otros cursos en Estados Unidos y en Cuba.
A partir del golpe de Estado del 10 de marzo de 1952 participó en diversas actividades y movimientos conspirativos contra la tiranía batistiana, hasta que en 1956 fue detenido al ser descubierto el movimiento conocido como "Los puros" y juzgado en un Consejo de Guerra Sumarísimo. Fue condenado a prisión, donde permaneció hasta el triunfo de la Revolución cubana el 1 de enero de 1959.
Fue ascendido a capitán en 1959, a comandante en 1961 y a general de brigada en la reserva en 1996. 
Como miembro de las Fuerzas Armadas Revolucionarias comandó una de las agrupaciones principales de tropas en la lucha contra el desembarco mercenario de Playa Girón.
Tras el triunfo en 1959 de la Revolución liderada por Fidel Castro, ocupó numerosos puestos de responsabilidad en la cúpula cubana.
Fue diputado a la Asamblea Nacional del Poder Popular desde 1976 hasta su muerte en 2019. Había renovado su acta de diputado en las elecciones celebradas en 2018. Fue también integrante del Comité Central del Partido Comunista de Cuba.
Asumió la vicepresidencia del Consejo de Ministros de Cuba desde 1978 hasta 2012, momento en el que fue designado Asesor del Presidente de los Consejos de Estado y de Ministros. Le sucedió en el cargo de vicepresidente Miguel Díaz-Canel.
En el momento de su muerte era general de división en la reserva, y miembro del Comité Olímpico Cubano.
Murió en La Habana el 6 de enero de 2019.

## Cargos
A partir de 1959 ocupó múltiples cargos y responsabilidades, entre los que se destacan:
- Director de la Escuela de Cadetes del Ejército Rebelde.
- Viceministro de las FAR hasta 1970.
- Viceministro Primero de Educación, hasta 1972.
- Ministro de Educación desde 1972 hasta 1990.
- Vicepresidente del Consejo de Ministros desde 1978 hasta 2012.[2]
- Presidente del Comité Olímpico Cubano, desde 1997.
- Diputado a la Asamblea Nacional del Poder Popular desde 1976.
- Miembro del Consejo de Estado desde 1981 hasta 1993.
- Miembro del Comité Central del Partido Comunista de Cuba.

Representó al Gobierno de Cuba en la investidura de presidentes en varios países latinoamericanos. Fue miembro del Comité Ejecutivo de la Organización Deportiva Panamericana.

## Premios y reconocimientos
En 2009 se le concedió la Medalla de Oro de Asturias, mientras que en 2004, durante su último viaje a España, recibió el título de "hijo predilecto" de Oviedo que se le había sido concedido en 2000.